# Пшеничний Микола Іванович
Микола Іванович Пшеничний  (19 липня 1954, село Молодаво Дубенського району Рівненської області — 20 березня 2020, с. Мирогоща Дубенського району) — український поет, видавець, краєзнавець, громадський діяч. Його дружина — поетеса Любов Пшенична.

## Життєпис
Народився 19 липня 1954 у селі Молодаво Дубенського району Рівненської області — український поет, видавець, краєзнавець, громадський діяч.
Закінчив філологічний факультет Рівненського педінституту у 1975 році, де займався в літературній студії під керівництвом Миколи Кузьменка. Був директором середньої школи, кореспондентом газети «Червона зірка», з 1990 року — редактором видавництва «Наш край», з 1993 року — «Край» в Дубні. Працював науковим співробітником Державного історико-культурного заповідника м. Дубно. Активно друкувався на сторінках районних, обласних, всеукраїнських видань. Член Спілки письменників України з 1985 року.
У 1980 р. — учасник Всесоюзного фестивалю молодої поезії в м. Кизилі (Тувинська республіка), різних республіканських нарад молодих поетів. Лауреат Тувинської республіканської молодіжної літературно-мистецької премії,  літературно-мистецької премії ім. Бориса Тена та літературної премії-стипендії штату Нью-Джерсі (США), літературної премії ім. Валер'яна Поліщука.
Микола Пшеничний — автор різножанрових художніх та художньо-документальних книг: «Сьомий материк» (1982), «Межа» (1986), «Осторога» (1988), «Калиновый рушник» (1989, переклад Володимира Євпатова, передмова Станіслава Куняєва), «Чорно-білий світ» (2001), літературного портрету «Григорій Дем'янчук» (2001), книжки для дітей «Бекана ворона» (2014), повісті-есе «Подзвін Золотої Підкови» (2016), «Для Дубна, для Волині, для України» (2017), науково-краєзнавче дослідження «Стріляли в правду, молодість, красу…» (2016). Твори письменника публікувалися в перекладах російською, білоруською, болгарською, бурятською, тувинською, туркменською та іншими мовами.
В особі Миколи Пшеничного до літератури прийшов поет загостреної соціальної проблематики, чистого джерельного голосу. Автор вдавався до несподіваних образів і співставлень, умів сказати по-своєму, створити незвичні і водночас природні образи. В його творчих доробках — боротьба проти чорних бід, безгосподарності, за зелене вбрання отчої землі, за справедливу долю і історію свого народу.
«Сьомий материк» (1982) за тематикою — книга про рідний край: це рідне село Молодаво, річка, прибережні рослини, ліс; про сільського дядька, який з гільзи майструє синичник, про безрукого млинаря, що верховодить на вітряках. За пафосом «Сьомий материк» збірка наступальна.
Микола Пшеничний не мислив свого життя без доріг, бо саме в дорозі, признавався він, народжувалася більшість його поезій. Шляхи рідного краю явили йому сліди велета слов'янської культури, друкаря Івана Федорова, образ якого по-філософськи трактований поетом у поемі-фресці «Межа», що вийшла окремою книжкою у 1986 році у Львові. Автор зумів відтворити історичний колорит і вивів узагальнюючий образ творця.
На його робочому столі сходилися докупи записи, зроблені у Литві і Білорусі, на Саяно-Шушенській ГЕС, на Кос-Аралі, у Грузії і в Туві, в горах Саянах. Микола Пшеничний редагував (і видав у Дубні масовим тиражем) антологію сучасної польської поезії «Інше прохання» — у перекладах київського літератора Станіслава Шевченка, де є навіть поезії Кароля Войтили — папи римського Івана-Павла II.
Удвох із дружиною, поетесою Любою Пшеничною, у серпні 1990 року заснували на Дубенщині видавництва «Незабудка», «Наш край», а потім — «Край», видрукували майже дві сотні книг рівненських, київських, львівських, херсонських, тернопільських, луганських та зарубіжних авторів. Завдяки Пшеничним до читачів прийшли як збірки молодих літераторів краю, так і маститих.
М. Пшеничний, як депутат Дубенської міської ради, свого часу багато зробив для утвердження українського, народного в краї, зокрема в культурі, літературі, мистецтві. «Я жив далеко не останнім, хоч першим теж, зізнаюся, не був…» — це теж відвертість у поетичних рядках.
В лютому 2020 р. поет став лауреатом обласної просвітянської премії імені Григорія Чубая.
Останні роки Микола Пшеничний тяжко хворів, переніс операцію. Помер 20 березня 2020 року внаслідок онкологічної хвороби.
Рішенням Дубенської міської ради в 2021 році Миколі Пшеничному посмертно присвоєно звання “Почесний громадянин міста Дубна” .

## Творчість
Лауреат премій ім. Бориса Тена, імені Світочів, Республіканської молодіжної премії Туви (Росія) в галузі літератури та мистецтва.
Автор поетичних книг:
- «Сьомий материк» (1982),
- «Межа» (1986),
- «Осторога» (1988),
- «Калиновый рушник» (Москва, 1989, у перекладах російською),
- «Чорно-білий світ» (2001),
- «Душа» (2006) та ін.
- «Бекана ворона» (для дітей) (2012).